# Central Avenue (metropolitana di New York)
Central Avenue è una fermata della metropolitana di New York situata sulla linea BMT Myrtle Avenue. Nel 2019 è stata utilizzata da 1 472 067 passeggeri. È servita dalla linea M, attiva 24 ore su 24.

## Storia
La stazione fu aperta il 20 luglio 1889. È stata ristrutturata tra marzo e agosto 2013.

## Strutture e impianti
La stazione è posta su un viadotto al di sopra di Myrtle Avenue, ha due binari e due banchine laterali. Il mezzanino, posizionato sotto il piano binari, ospita le scale per accedere alle banchine, i tornelli e le due scale per il piano stradale che portano all'incrocio con Cedar Street.

## Interscambi
La stazione è servita da alcune autolinee gestite da NYCT Bus.
- Fermata autobus